# Bodor Anikó
Bodor Anikó (Zenta, 1941. június 15. – Zenta, 2010. július 9.) vajdasági népzenekutató, tanár.

## Életrajz
1960-ban a zentai gimnáziumban érettségizett, majd 1969-ig jogi tanulmányokat folytatott Újvidéken és Zágrábban. 1966-1972 között zenetudományi, művészettörténeti tanulmányokat folytatott Stockholmban és Uppsalában, ahol zenetudományi diplomát szerzett. Tanulmányait 1976-1980 között a belgrádi Zeneakadémia etnomuzikológia szakán folytatta, ahol 1984-ben a népzenetudományok magisztere lett.
1972 és 1973 között az Újvidéki Rádió és Televízió munkatársa, 1975 és 1995 között a zentai alsófokú zeneiskola tanára, 1995-től a Zentai Városi Múzeum munkatársa.
Munkásságát bizonyítja a több mint félszáz tanulmány, nagyobb cikk és népzenei kiadvány (könyv, kotta, lemez). Ezek közül a legnagyobb horderejű az öt könyvre tervezett Vajdasági magyar népdalok című sorozata volt, amelyből eddig négy kötet jelent meg. Szerkesztésében készült el a Daloló vajdasági fiatalok és a Vajdasági élő magyar népzene című népzenei lemezsorozat. A Délvidéki Népzenei Archívum létrehozója és gondozója volt.

## Főbb művei
- Hallottátok-e hírét? (1977)
- Tiszából a Dunába folyik a víz (1978)
- sajtó alá rendezte a Gombos és Doroszló népzenéje (1982), Az aldunai székelyek népdalai (1984) és A drávaszögi magyarok dalai (1989) c. könyveket.
- A szlavóniai szigetmagyarság népdalai I. (Kiss Lajossal, 1990)
- Vajdasági magyar népdalok I. (1997)
- Vajdasági magyar népdalok II. (1999)
- Vajdasági magyar népdalok III. (2003)
- Vajdasági magyar népdalok IV. (2008)